# Club Atlético Peñarol
Club Atlético Peñarol, ou simplesmente Peñarol, é um clube de futebol uruguaio sediado em Montevidéu, fundado no dia 28 de setembro de 1891 sob o nome de Central Uruguay Railway Cricket Club (CURCC), renomeado posteriormente, em 1913, para CURCC Peñarol e, finalmente em 1914, adotando seu nome atual. O nome deriva do bairro que se chama Peñarol, localizado na periferia de Montevidéu, tendo como maior rival o Nacional.
É o maior campeão do Campeonato Uruguaio de Futebol com um total de 52 títulos, o que o faz um dos clubes com mais títulos nacionais, também sendo um dos mais tradicionais e vitoriosos da América do Sul, já que possui 5 conquistas da Copa Libertadores da América, destacado mundialmente por ter conquistado 3 edições da Copa Intercontinental.

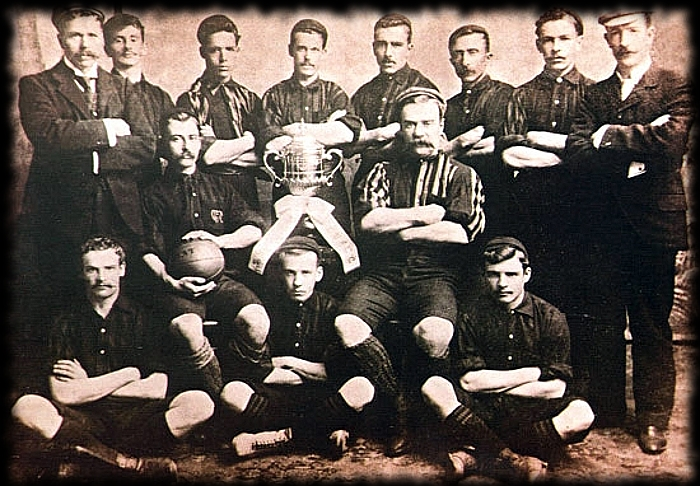
Equipe do CURCC campeã do Campeonato Uruguaio de 1900

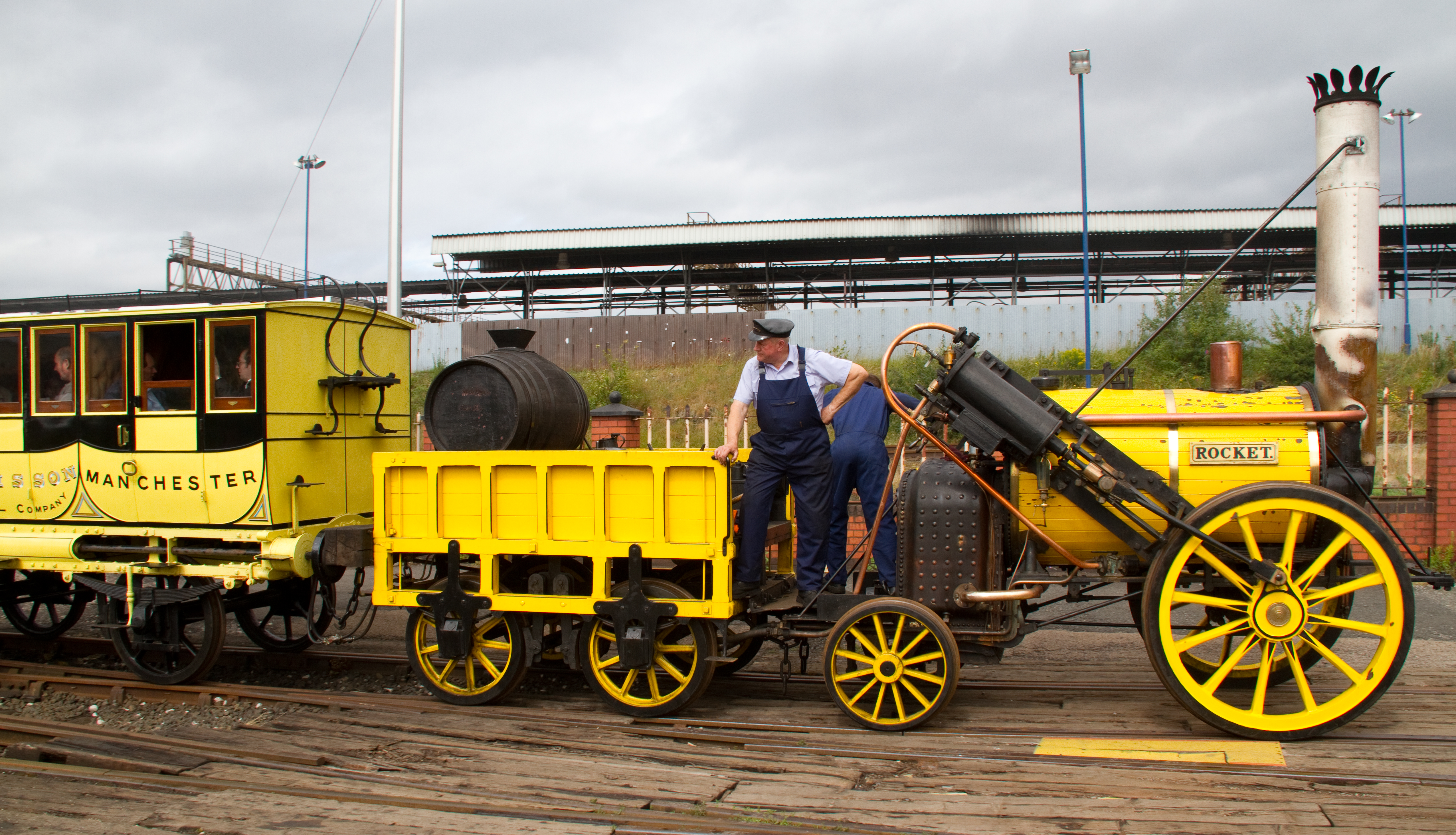
Locomotiva Rocket, origem das cores do Peñarol.

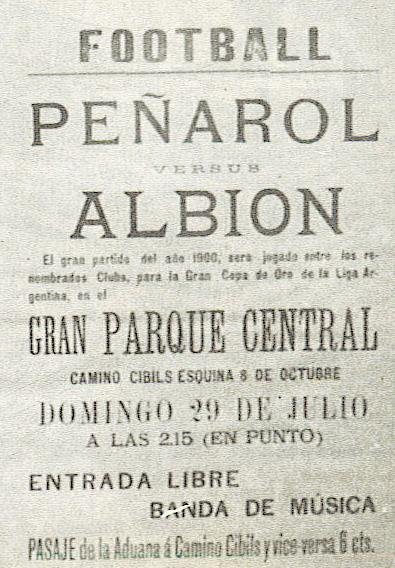
Cartaz do jogo do CURCC com o Albion no ano de 1900, onde comprova que a equipe já era conhecida por Peñarol.

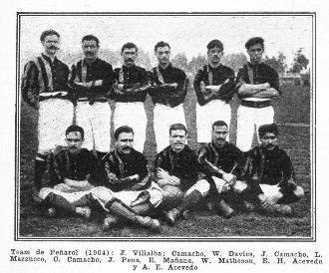
Equipe do CURCC Campeã da Copa Competencia de 1904

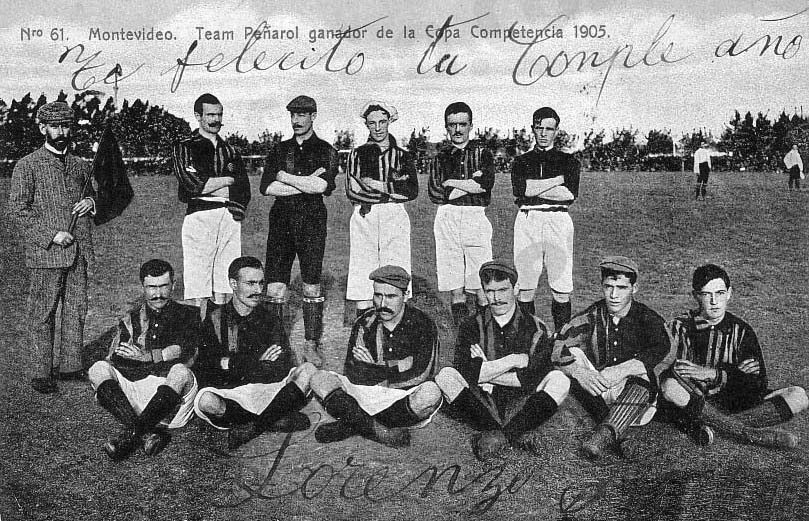
Equipe do CURCC Campeã da Copa Competencia de 1905

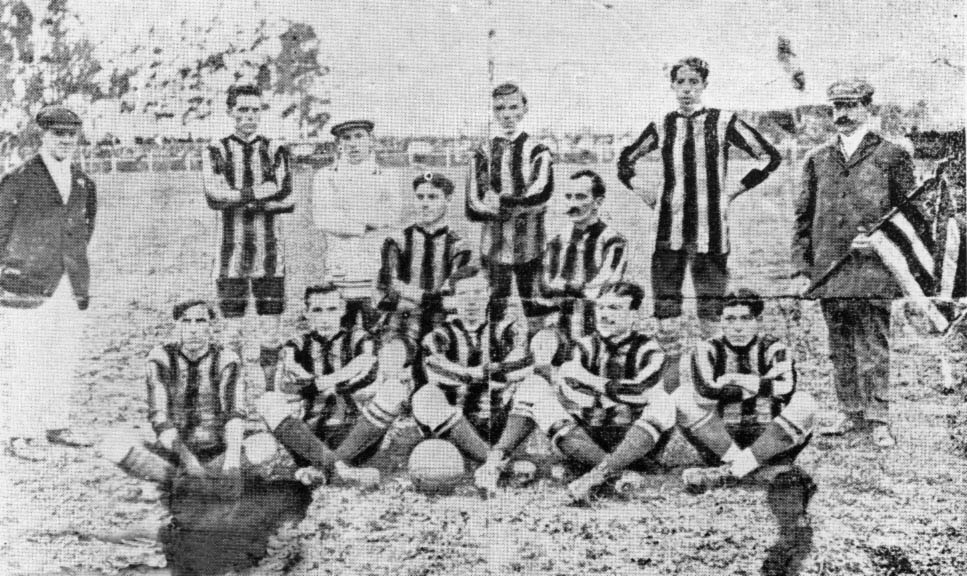
Equipe do CURCC campeã do Campeonato Uruguaio de 1911, última equipe a usar esse nome.

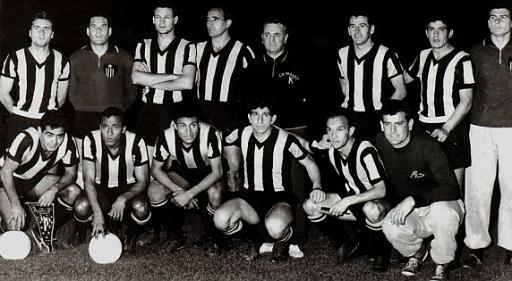
A equipe do Peñarol campeã da Copa Libertadores de 1961

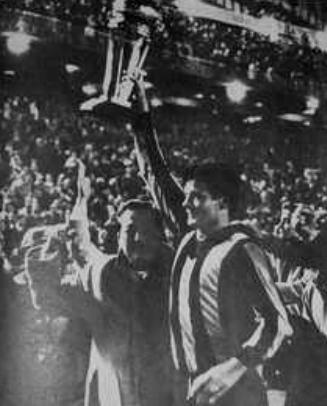
Peñarol campeão da Copa Intercontinental em 1966

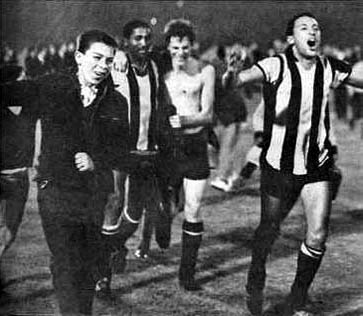
Peñarol, campeão da Copa Libertadores da América em 1966.

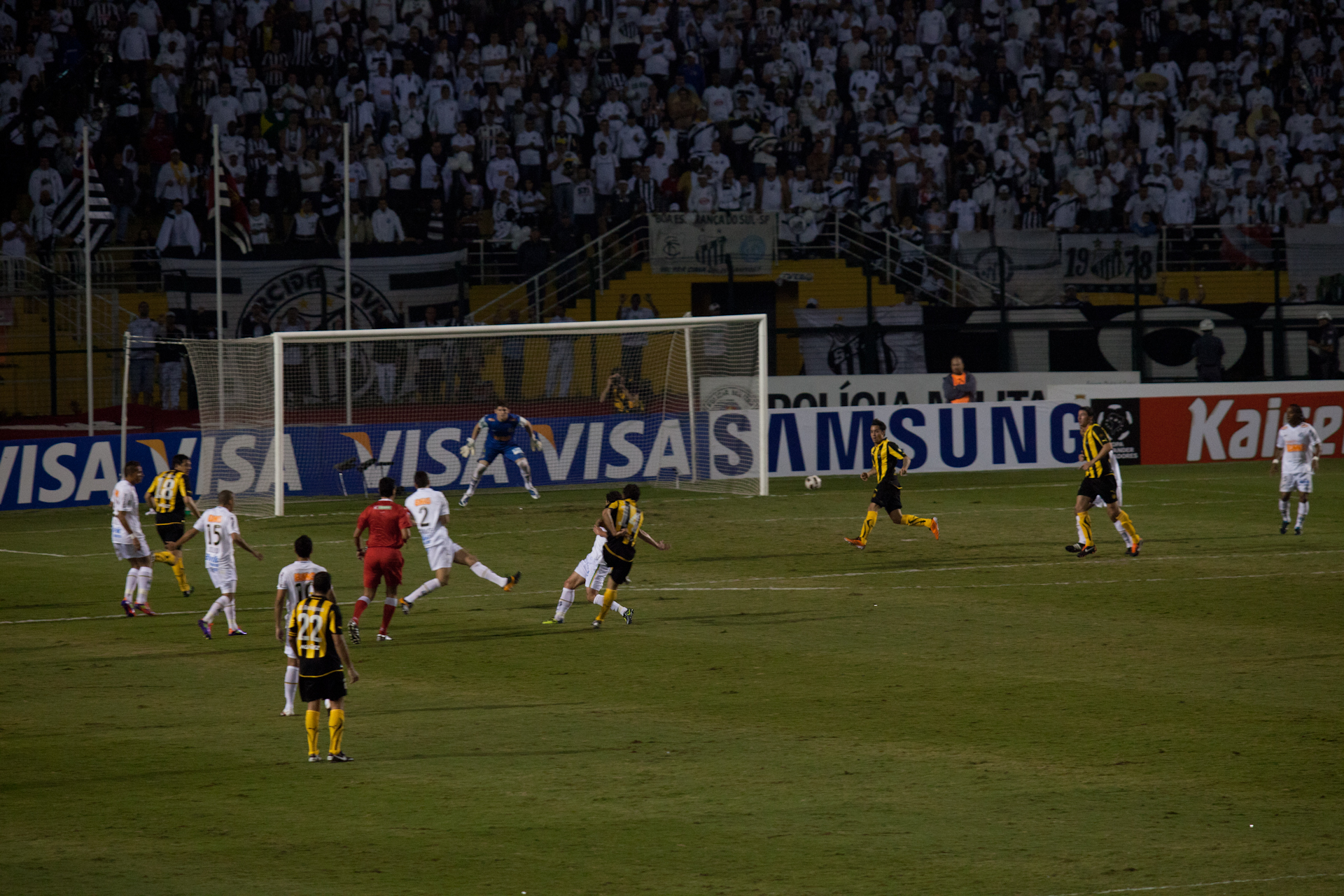
Final da Copa Libertadores da América de 2011 entre Santos e Peñarol no Estádio do Pacaembu.

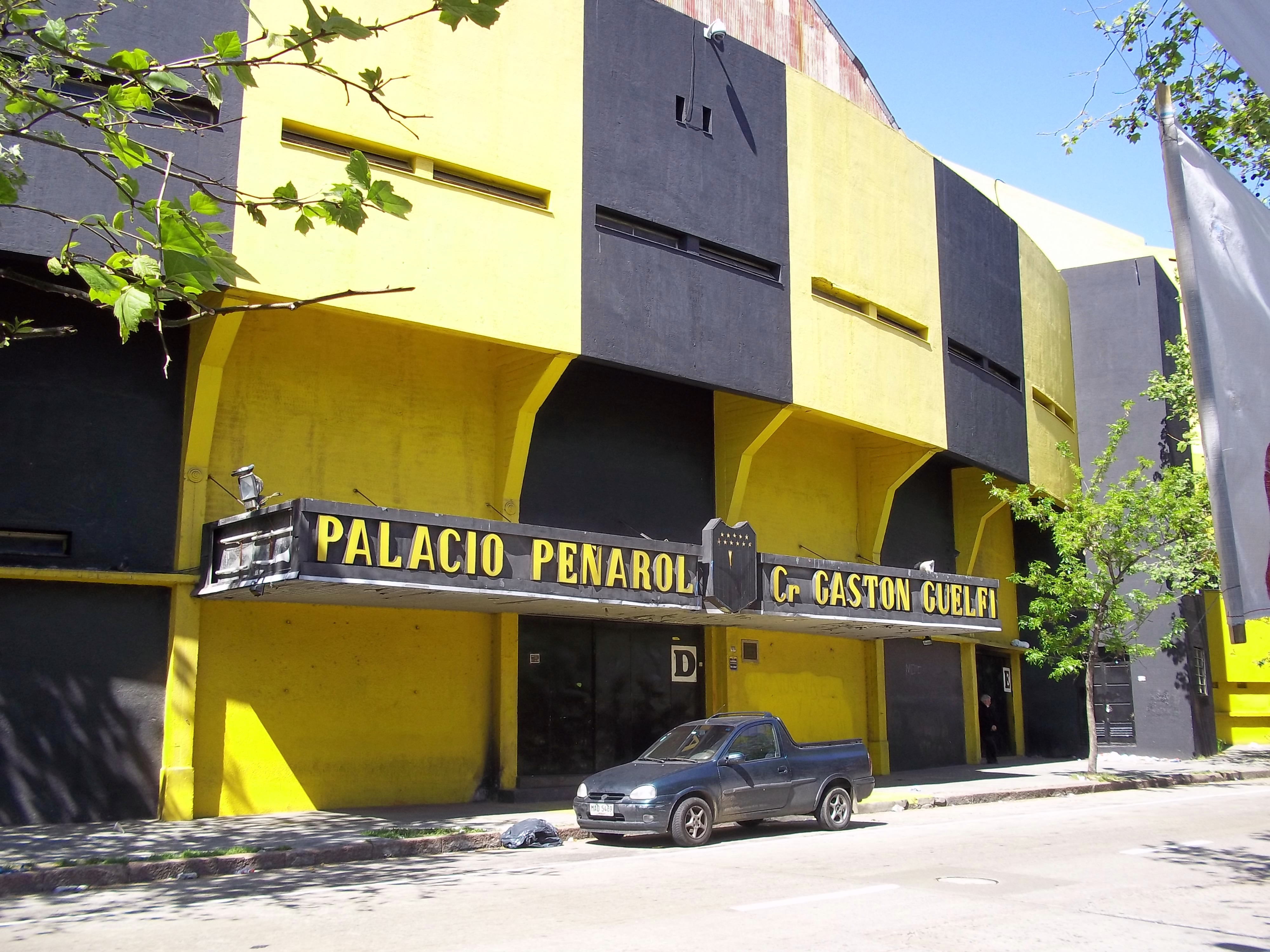
Palacio Peñarol, Além de localizar a quadra onde a equipe de basquete joga suas partidas, abriga o museu com sala de troféus que passou por reforma e foi reinaugurado em setembro de 2009

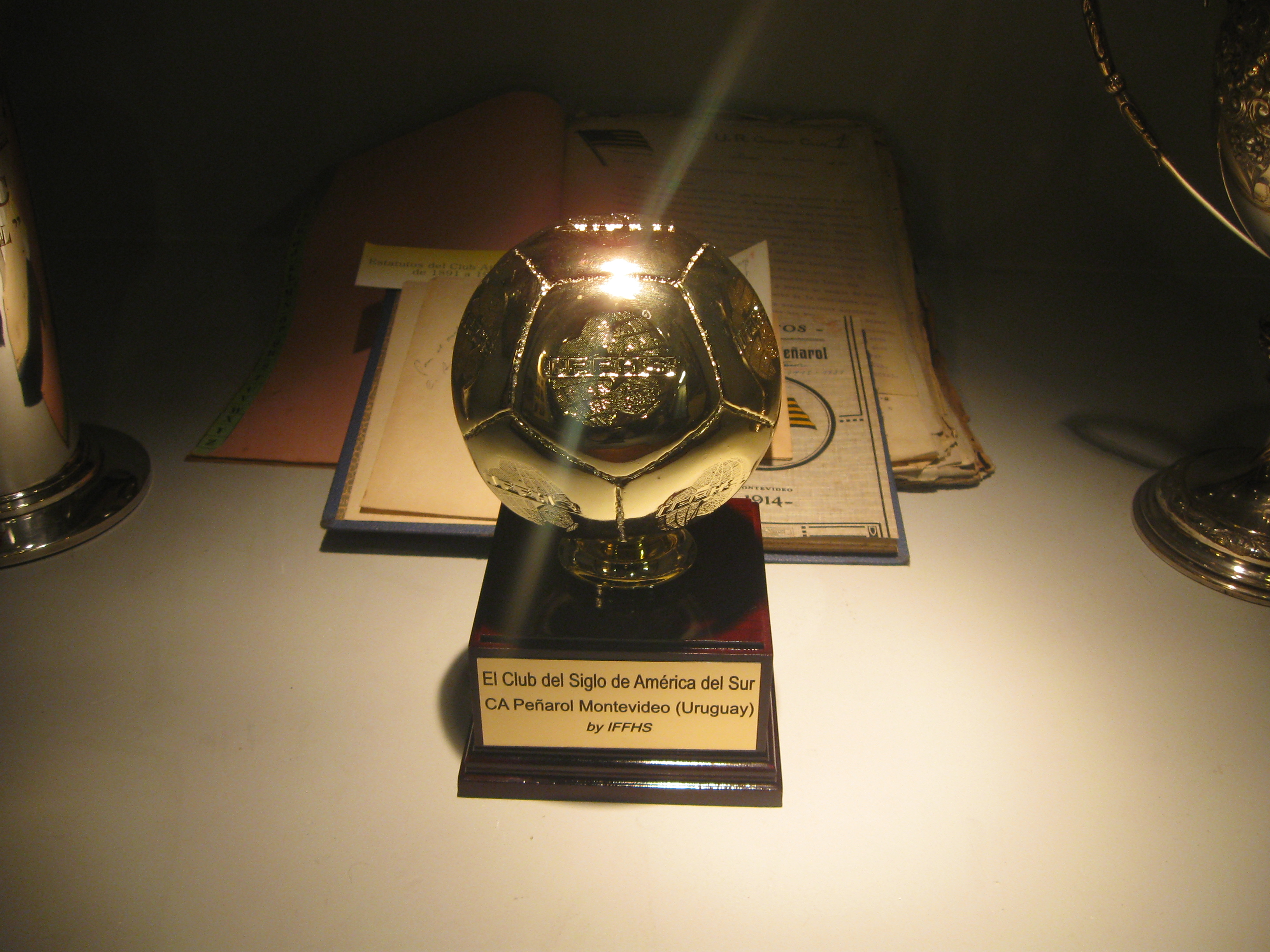
Troféu entregue pela IFFHS como reconhecimento do melhor clube do século XX da América do Sul.

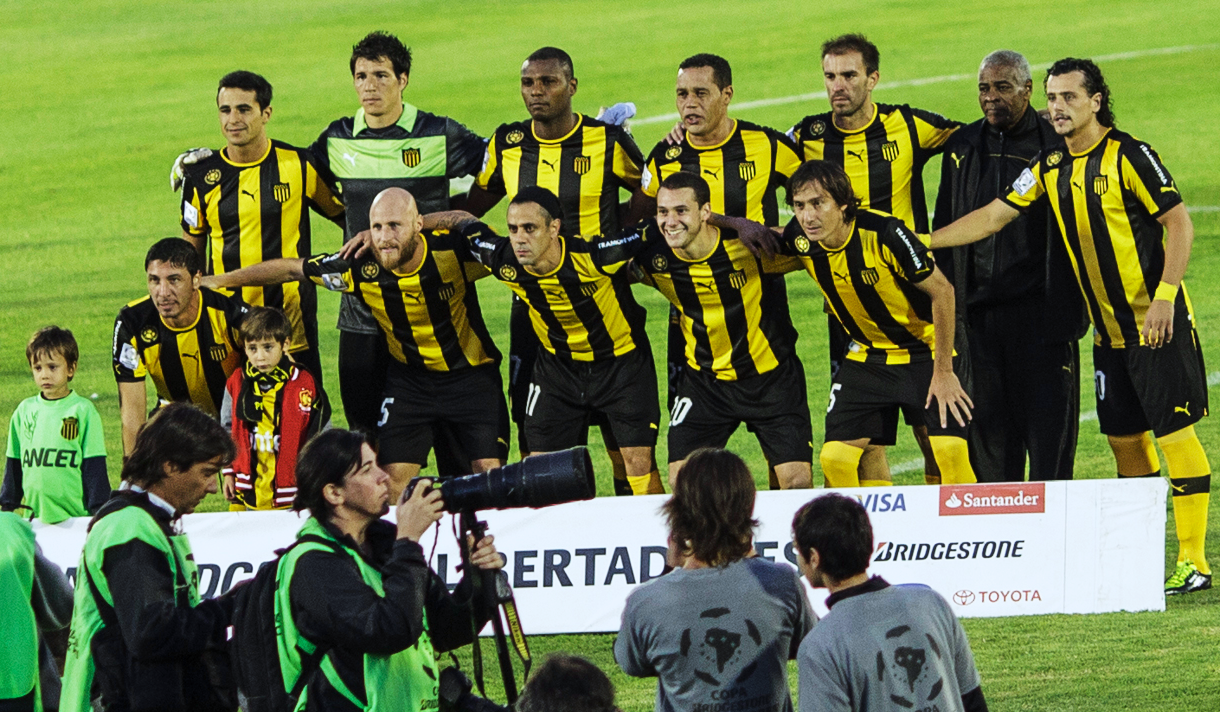
Equipe que disputou a Copa Libertadores de 2013, Partida contra o Vélez Sarsfield da Argentina.

## História

### Fundação
Em 28 de setembro de 1891 nasceu na Villa Peñarol o Central Uruguai Railway Cricket Club (CURCC), renomeado em 13 de dezembro de 1913 para Peñarol CURCC e por fim adotando o nome de Club Atlético Peñarol (Peñarol) em 12 de março de 1914.
Alguns pesquisadores argumentam que o CURCC e Peñarol herdaram a tradição e há uma continuidade entre ambos, mesmo sendo duas instituições diferentes sociológica e juridicamente.
Em 1892 começa-se treinar futebol, se resolve na Assembleia de 5 de maio e é designado como capitão John MacGregor. Poucos dias depois é jogado o primeiro jogo, em 11 de maio contra uma equipe de estudantes do Colégio Britânico. Foi vitória carbonera por 3 a 2.
Desde a sua criação, o presidente Roland Moor usou as cores amarelo e preto espelhando-se na Locomotiva Rocket devido a forte ligação com a empresa ferroviária (Ferro carril).

### Amadorismo (1891 - 1931)
Nessa época, que nasce uma visceral rivalidade, que atravessaria o tempo, entre os dois maiores clubes do Uruguai: Peñarol e Nacional, os monstros de Montevidéo.
A CURCC foi fundada em 28 de setembro de 1891, por impulso de funcionários e trabalhadores da Companhia Ferroviária Central Uruguaia de Montevidéu, Limitada (CUR), empresa de propriedade inglesa que operava no Uruguai desde 1878. Dos 118 motoristas membros do clube, 72 eram de nacionalidade inglesa, 45 uruguaios e um alemão. Devido à complexidade do nome da instituição da época – Clube de Críquete Ferroviário Central Uruguai – o clube era geralmente conhecido como CURCC ou Peñarol, este último em referência à cidade de mesmo nome localizada a 10 quilômetros de Montevidéu. —cujo nome, por sua vez, deriva da cidade italiana de Pinerolo, na região do Piemonte— e onde naqueles anos estavam localizadas as instalações do CURCC e o clube. O primeiro presidente da nova instituição foi Frank Henderson, que permaneceu nesse cargo até 1899.
Em 1892, o CURCC incorporou o futebol às suas práticas desportivas, relegando assim o rugby e o críquete, modalidades até então predominantes no clube. A primeira partida disputada pelo clube de futebol foi contra um time de estudantes do English High e terminou com vitória do CURCC por 2 a 0. Em 1895, o clube escolheu Julio Negrón como capitão, sendo este o primeiro futebolista uruguaio do clube a deter esta distinção, já que até aquele momento apenas jogadores ingleses haviam liderado o time.
Em 1900, o CURCC foi uma das quatro entidades fundadoras da Liga Uruguaia de Futebol, em sua competição oficial no dia 10 de junho, contra o Albion Football Club com vitória por 2 a 1. Nessa temporada o CURCC conquistou pela primeira vez o Campeonato Uruguaio, feito que repetiu em 1901, 1905 e 1907. Porém, em 1906, Charles W. Bayne assumiu a administração do CUR e recusou-se a presidir a secção de futebol da empresa devido aos contínuos problemas económicos e laborais que isso acarretava, sendo este o ponto de partida de uma série de conflitos entre a empresa e a CURCC que terminaria com a sua cisão em 1913.
No dia 19 de setembro de 1908, o clube desistiu da Liga Uruguaia chateado com a decisão de não repetir a partida contra o FC Dublin, na qual o CURCC perdeu por 2 a 3 como visitante, derrota que na opinião do clube se deveu a erros do árbitro, causados pela pressão do público local sobre o juiz da partida. Após o retorno à competição em 1909, as divergências entre o CUR e o clube se acentuaram após um grupo de torcedores do time Peñarol queimar um dos vagões que serviam para transportar jogadores de times rivais.
Depois de um novo campeonato em 1911, no ano seguinte foi organizada uma comissão de estudos com o objetivo de reformar o estabelecimento do CURCC. Entre as propostas estava a maior participação de sócios que não eram funcionários do CUR, bem como a mudança do nome da instituição para “CURCC Peñarol”. Em junho de 1913, o conselho de administração do CURCC rejeitou estas propostas; O principal motivo desta decisão foi que a empresa queria dissociar o clube do Villa Peñarol devido aos danos que surgiram ao seu redor, principalmente relacionados à violência. Porém, segundo a versão oficial, em novembro daquele ano a CURCC aprovou a entrega da secção de futebol aos sócios face à sua intenção de continuar no clube, mesmo que este fosse dissolvido, pedido que havia sido entregue por eles. à CURCC em 15 de novembro de 1913. Finalmente, em 13 de dezembro do mesmo ano, a seção de futebol foi totalmente desmembrada da empresa, mantendo o nome de CURCC Peñarol.
É neste ponto que surge o principal dilema, onde a versão oficial do clube é que o CURCC Peñarol seria a continuação histórica da secção de futebol do clube fundada em 1891. Isto foi geralmente aceite até às comemorações do quinquagésimo aniversário do Peñarol em 1941, quando, com base em editoriais publicados no jornal El País, começou-se a acreditar que o CURCC Peñarol constituía desde o primeiro momento uma entidade totalmente independente, sem qualquer relação com o CURCC, além de herdar sua tradição. Esta posição foi assumida oficialmente pelo Nacional por ocasião das comemorações do centenário do Peñarol, em 1991, por meio de um relatório que busca demonstrar que legalmente o CURCC e o Peñarol eram duas instituições diferentes. O CURCC desapareceu definitivamente em 22 de janeiro de 1915, estipulando em seu documento de dissolução a transferência de parte de seu patrimônio para o Hospital Britânico. Esta controvérsia deu origem ao que é conhecido como discussão do decanato.
A Liga Uruguaia de Futebol, com a aprovação de todos os clubes que a compunham, tomou conhecimento da mudança de nome, conforme nota datada de 17 de março de 1914, continuando o Club Atlético Peñarol a ocupar o lugar do CURCC tanto em termos de tanto institucional quanto esportivo. Em seus primeiros anos com o nome de Peñarol, o clube não conseguiu realizar grandes atuações, sendo neste período o evento mais importante a inauguração do estádio Las Acacias em 19 de abril de 1916. primeiros campeonatos do clube, com seu de nome atual, chegaram em 1918 e 1920. Em 1921 o Peñarol, que havia vencido o campeonato uruguaio anterior, queria disputar a Copa Aldao com o Racing (campeão da Associação de Futebol Amador) em vez de enfrentar o Huracán (vencedor da Associação de Futebol Argentino), mas o artigo 7º da Associação não permitia seus associados para disputar partidas contra clubes da dissidente Associação Amadora Argentina.
Em setembro de 1922, poucos dias antes de viajar ao Brasil para disputar a Copa América, o Peñarol exigiu da AUF que a seleção uruguaia não enfrentasse a Argentina, que era defendida por jogadores que participavam da AFA, filiada à FIFA. O Peñarol ameaçou que se a AUF mantivesse sua posição não liberaria seus jogadores para o torneio. Por fim a AUF manteve sua posição, e foi disputar a Copa América sem jogadores do Peñarol. Em outubro daquele ano, e com uma rixa política já instalada, Peñarol e Central solicitaram autorização para disputar amistosos contra Racing e Independiente, o que foi negado pelas autoridades da AUF, apesar de alertarem que caso contrário abandonariam o Campeonato Uruguaio caso não fossem autorizados. Por fim, Aurinegros e Palermitanos disputaram amistosos contra Avellaneda, Racing e Independiente, pelos quais foram desfiliados da AUF, dando origem ao cisma do futebol uruguaio.
Enquanto isso, Peñarol e Central, reunidos na sede do carvão, fundaram a Federação Uruguaia de Futebol, que organizou seus próprios campeonatos paralelamente aos da AUF, e da qual sagrou-se campeão em 1924. da FUF surgiram vários times novos, muitos criados em homenagem ao Peñarol, como "Peñarol del Plata", "Roland Moor" ou "Roberto Chery Montevideo".
Depois de o Cisma ter continuado durante três anos e depois de terem falhado várias tentativas de reunificação, um representante da imprensa de Montevidéu solicitou a intervenção mediadora do presidente da república, José Serrato. A decisão, decretada em outubro de 1925, determinou que um Conselho Nacional Provisório de Futebol fosse criado em 1926 para acabar com a cisão existente. Em 1926 foi realizada a Copa do Conselho Provisório, competição que surgiu para reunificar o futebol uruguaio, vencida pelo Peñarol.
Depois de viajar pela primeira vez pela Europa em 1927, o Peñarol conquistou mais uma vez o Campeonato Uruguaio em 1928 e 1929. Neste último ano, Julio María Sosa foi declarado o primeiro presidente honorário do clube. No ano seguinte, o Peñarol disputou pela primeira vez uma partida oficial no Montevidéu Centenário, que terminou com vitória por 1 a 0 sobre o Olimpia.

### Profissionalismo (1932 - Presente)
Em 1932 a Liga Uruguaia de Futebol estabeleceu oficialmente o profissionalismo, com a estreia do Peñarol contra o River Plate. Nesse mesmo ano obteve seu primeiro campeonato profissional após acumular 40 pontos, cinco acima de seu perseguidor mais próximo, Rampla Juniors. Depois de ficar em segundo lugar nas temporadas de 1933 e 1934, o Peñarol conquistou o primeiro de quatro campeonatos consecutivos, entre 1935 e 1938, além do Torneio de Competição em 1936.[carece de fontes?]
A década de 1940 começou com o Peñarol se colocando novamente na segunda posição, situação na qual permaneceu até 1943. No ano seguinte, voltou a conquistar o Campeonato Uruguaio ao derrotar o Nacional em partida de dupla definição, por 0 a 0 e 3 a 2. Em 1945 o clube repetiu o título desta vez com Nicolás Falero e Raúl Schiaffino como artilheiros do torneio com 21 conquistas e voltaria a conquistar o título em 1949, com 4 pontos à frente do Nacional e com Óscar Míguez como artilheiro do torneio.
Depois de ficar em segundo lugar em 1950, o Peñarol foi novamente campeão do Uruguai em 1951, ano em que também abriu licitação para as obras de construção do Palácio Peñarol, finalmente inaugurado em 1955.[carece de fontes?] A década de 1950 continuou com a obtenção dos campeonatos nacionais em 1953, 1954, 1958 e 1959, com destaque para as figuras de Juan Hohberg, Juan Romay e Julio César Abbadie.[carece de fontes?]
Em 1960 o Peñarol se classificou para a recém-criada Copa Libertadores, conhecida na época como Copa dos Campeões Americanos.[carece de fontes?] Nesta competição sagrou-se campeão nas duas primeiras edições após vencer o Olimpia do Paraguai em 1960 o Palmeiras do Brasil em 1961 respectivamente. Na segunda parte do ano conquistou pela primeira vez na sua história a Taça Intercontinental na sua segunda edição, derrotando o Benfica de Portugal por 2-1 no jogo decisivo. Nesse período, ainda, a instituição conquistou o Campeonato Uruguaio em 1960, 1961 e 1962, o que lhe rendeu o primeiro quinquênio de sua história (1958-1962).[carece de fontes?]
Depois de uma temporada sem títulos, o Peñarol conquistou o Campeonato Uruguaio em 1964 e 1965,[carece de fontes?] bem como uma nova Copa Libertadores em 1966, derrotando o River Plate por 4 a 2. Naquele ano também conquistou a segunda Copa Intercontinental ao vencer o Real Madrid por 2 a 0, tanto no Centenário quanto no Santiago Bernabéu. Nos anos seguintes, continuou acumulando conquistas a nível nacional e internacional, com destaque para a conquista dos campeonatos nacionais em 1967 e 1968, e da Supercopa dos Campeões Intercontinentais em 1969, competição que reuniu os clubes sul-americanos que até naquele momento havia conquistado a Copa Intercontinental.[carece de fontes?] Além disso, nesse intervalo, alcançou a maior invencibilidade da história do Campeonato Uruguaio, que durou 56 jogos entre 3 de setembro de 1966 à 14 de setembro de 1968. Entre os jogadores de futebol que passaram pelo clube nesses anos destacaram-se os nomes do equatoriano Alberto Spencer, artilheiro histórico do Peñarol em partidas internacionais, Juan Joya Cordero, e Pedro Rocha.[carece de fontes?]
Em 1970, o Peñarol chegou novamente à final da Copa Libertadores, na qual foi derrotado pelo Estudiantes de La Plata. De salientar que nesse torneio o clube conseguiu a maior vitória da história da competição, ao vencer o Valencia da Venezuela por 11-2.[carece de fontes?] Mais tarde, com Fernando Morena como figura principal, o clube conquistou o Campeonato Uruguaio em 1973, honra que repetiu nos dois anos seguintes. Depois de ficar em segundo lugar em 1976 e 1977, o Peñarol conquistou seu trigésimo quinto Campeonato Uruguaio em 1978, temporada em que Fernando Morena estabeleceu dois recordes, o maior número de gols marcados em uma temporada (36) e o maior número de gols em um jogo, quando marcou 7 contra o Huracán Buceo em 16 de julho de 1978. A década de 1970 encerrou bem com a obtenção de um novo campeonato nacional. Nesse período, Morena também se tornou o artilheiro do Campeonato Uruguaio por seis ocasiões consecutivas, distinção que também conquistou na Copa Libertadores de 1974 e 1975.
Após iniciar a década de 1980 na terceira colocação, em 1981 o Peñarol voltou a ser campeão uruguaio ao vencer o Nacional por três pontos. Na equipe campeã destacaram-se as figuras de Fernando Morena e Rubén Paz, sendo este último o artilheiro do torneio com 17 gols. Na temporada seguinte, o Peñarol voltou a conquistar a Copa Libertadores ao vencer o Cobreloa do Chile como visitante por 1 a 0, com placar de Fernando Morena, artilheiro da competição continental com 7 gols, a minutos do final da partida. No segundo tempo, o Peñarol repetiu o Campeonato Uruguaio e conquistou pela terceira vez em sua história a Copa Intercontinental, ao vencer o Aston Villa da Inglaterra por 2 a 0.

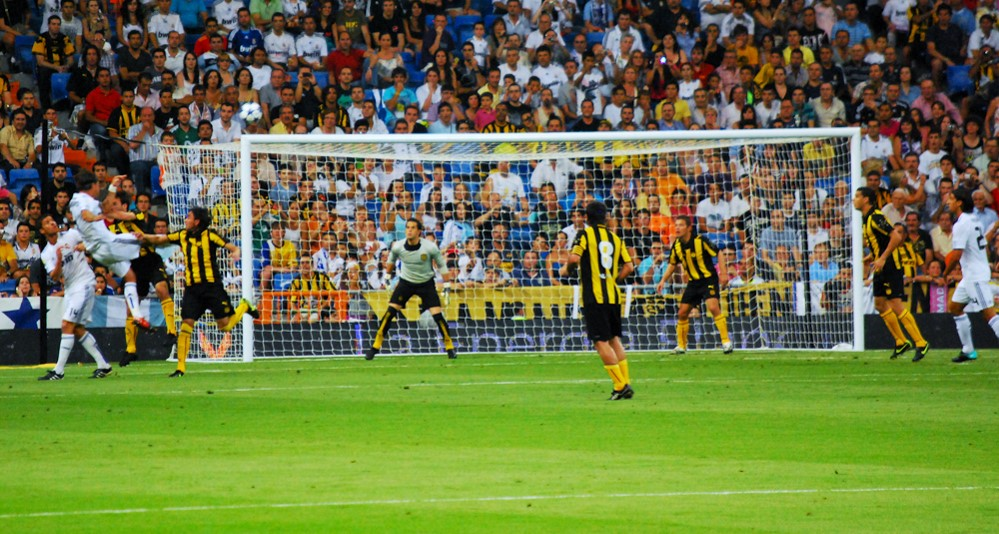
Amistoso contra o Real Madrid no Santiago Bernabéu em 24 de agosto de 2010.

Apesar dos problemas financeiros que a instituição começou a sofrer a partir de meados da década de 1980, o clube conquistou os títulos nacionais em 1985 e 1986,[carece de fontes?] além da Copa Libertadores em 1987, ao vencer o América de Cali por 1 a 0 com gol de Diego Aguirre no último minuto da prorrogação, quando o empate deu o campeonato à seleção colombiana. A título de curiosidade, esta foi a terceira Copa Libertadores conquistada pelo clube no Estádio Nacional do Chile, depois das conquistadas em 1966 e 1982.
Num contexto de grave crise a nível desportivo e institucional, o Peñarol comemorou o seu centenário em 28 de setembro de 1991, apesar da polémica que surgiu há um ano com a formação da "Comissão de Reitoria" do Club Nacional de Football, que rejeitou abertamente a comemoração do centenário, iniciando a polêmica em torno da data de fundação do Peñarol e sua ligação com a CURCC.[carece de fontes?] Com a incorporação de Pablo Bengoechea e sob a orientação técnica de Gregorio Pérez, o Peñarol conseguiu resolver seus problemas futebolísticos, sagrando-se campeão do Campeonato Uruguaio por cinco anos consecutivos entre 1993 e 1997, naquele que foi o segundo cinco- período do ano. Por outro lado, a nível internacional o clube chegou à final da Copa Conmebol em 1993 e 1994. Em 1999 sagrou-se novamente campeão uruguaio, desta vez com Julio Ribas no banco após vencer o Nacional por 2 a 1. Novembro 13, no que ficou conhecido como 4x4 porque o time marcou um total de 47 gols em 14 jogos no segundo tempo da temporada.[carece de fontes?]
A primeira década do século XXI começou com o Peñarol ficando como vice-campeão do Campeonato Uruguaio, após perder na final do torneio para o Nacional, enquanto jogadores de ambas as instituições permaneciam presos após briga no clássico do Clausura. Nas duas temporadas seguintes, apesar de fazer boas apresentações, o Peñarol não conseguiu chegar à final do Campeonato Uruguaio, terminando na segunda posição nos torneios Apertura 2001, Apertura 2002 e Clausura 2002. No nível gerencial, destacou-se neste período a inauguração oficial do Museu do clube em 28 de setembro de 2001. Em 2003, sob a liderança técnica de Diego Aguirre e com um elenco em que se destacaram o atacante Carlos Bueno e o goleiro paraguaio José Luis Chilavert, o Peñarol conquistou mais uma vez o Campeonato Uruguaio após vencer o Nacional por 1 a 0 no dia 4 de dezembro de 2003 no Centenário. Na Copa Sul-Americana, o Peñarol disputou o troféu no ano de 2010, sendo eliminado nas oitavas de final pela equipe brasileira do Goiás. Após campanhas irregulares, o clube sagrou-se novamente campeão da Primeira Divisão na temporada 2009-10, após vencer invicto o Torneio Clausura, vencendo 14 dos 15 jogos nele disputados, 12 deles consecutivamente. Na final do campeonato venceu o Nacional, vencedor do Torneio Apertura, pelo placar agregado de 2 a 1 com gols de Antonio Pacheco e Matías Aguirregaray,[carece de fontes?] e junto com o torneio conseguiu se classificar diretamente para o grupo etapa da Libertadores de 2011, na qual chegou à final, caindo para o Santos por 2 a 1 no Brasil no Estádio do Pacaembu após empatar a partida de Ida no Estádio Centenário em 0 a 0 em Montevidéu.

## Títulos
| HONRARIAS                | HONRARIAS                                                               | HONRARIAS | HONRARIAS |
| Coroas                   | Competição                                                              | Títulos   | Temporadas |
| ------------------------ | ----------------------------------------------------------------------- | --------- | --- |
|                          | 02º Maior Clube da América do Sul e 08º do Mundo pelo Século XX da FIFA | 1         | 1901 a 2000 |
|                          | O Maior Clube da América do Sul e 2º do Mundo pelo Século XX da IFFHS   | 1         | 1901 a 2000 |
| MUNDIAIS                 |                                                                         |           | |
| Troféus                  | Competição                                                              | Títulos   | Temporadas |
|                          | Copa Intercontinental                                                   | 3         | 1961, 1966 e 1982 |
| CONTINENTAIS             |                                                                         |           | |
|                          | Campetição                                                              | Títulos   | Temporadas |
|                          | Copa Libertadores da América                                            | 5         | 1960, 1961, 1966, 1982 e 1987 |
|                          | Recopa dos Campeões Intercontinentais                                   | 1         | 1969 |
| INTERNACIONAIS AFA x AUF |                                                                         |           | |
| Troféus                  | Campetição                                                              | Títulos   | Temporadas |
|                          | Copa Aldao                                                              | 1         | 1928 |
|                          | Copa de Honor Cousenier                                                 | 3         | 1909, 1911 e 1918[carece de fontes?] |
|                          | Cup Tie Competition                                                     | 1         | 1916[carece de fontes?] |
| NACIONAIS                |                                                                         |           | |
| Troféus                  | Campetição                                                              | Títulos   | Temporadas |
|                          | Campeonato Uruguaio                                                     | 52        | 1900, 1901, 1905, 1907, 1911, 1918, 1921, 1928, 1929, 1932, 1935, 1936, 1937, 1938, 1944, 1945, 1949, 1951, 1953, 1954, 1958, 1959, 1960, 1961, 1962, 1964, 1965, 1967, 1968, 1973, 1974, 1975, 1978, 1979, 1981, 1982, 1985, 1986, 1993, 1994, 1995, 1996, 1997, 1999, 2003, 2009-10, 2012-13, 2015-16, 2017, 2018, 2021 e 2024 |
| Uruguai                  | Supercopa Uruguaya                                                      | 2         | 2018 e 2022 |
| Uruguai                  | Liga Pré-Libertadores da América                                        | 12        | 1974, 1975, 1977, 1978, 1980, 1984, 1985, 1986, 1988, 1994, 1997 e 2004 |
| Uruguai                  | Copa Competencia                                                        | 6         | 1904, 1905, 1907, 1909, 1910 e 1916 |
| Uruguai                  | Copa de Honor                                                           | 4         | 1907, 1909, 1911 e 1918 |
| Uruguai                  | Torneo Competencia                                                      | 11        | 1936, 1941, 1943, 1946, 1947, 1949, 1951, 1953, 1956, 1957 e 1986 |
| Uruguai                  | Torneo de Honor                                                         | 10        | 1944, 1945, 1949, 1950, 1951, 1952, 1953, 1956, 1964 e 1967 |
|                          | Total                                                                   | 111       | 3 Mundiais, 6 Continentais, 5 Internacionais e 97 Nacionais |

 Sob o nome de CURCC
 Campeão Invicto

## Estatísticas

### Participações
|  | Participações em 2023 |

| Competição         | Competição                   | Temporadas       | Melhor campanha             | Estreia | Última | A | R |
| Uruguai            | Campeonato Uruguaio          | 120              | Campeão (52 vezes)          | 1900    | 2025   |   | – |
|                    | Copa Libertadores da América | 50               | Campeão (5 vezes)           | 1960    | 2025   |   |   |
| Copa Sul-Americana | 10                           | Semifinal (2021) | 2004                        | 2023    |        |   |   |
|                    | Mundial/Intercontinental     | 5                | Campeão (1961, 1966 e 1982) | 1960    | 1987   |   |   |

## Peñarol vs. Nacional
O maior rival do Peñarol é o Nacional, com quem faz o maior clássico do Futebol Uruguaio, que divide as duas maiores torcidas do país.
Peñarol e Nacional são de Montevidéu, capital e maior cidade do Uruguai, e são respectivamente o primeiro e o segundo maiores campeões do Futebol Uruguaio, além de serem grandes potências do futebol sul-americano. O Peñarol já foi cinco vezes campeão da Copa Libertadores da América, e o Nacional já conquistou o título três vezes. O último título de cada equipe no maior torneio das Américas foi conquistado em anos subsequentes, tendo o Peñarol conquistado em 1987 e o Nacional em 1988.
O jogo entre as equipes é o maior clássico do Uruguai e também é considerado um dos maiores clássicos de futebol no Mundo.

## Campanhas
| Club Atlético Peñarol            | Club Atlético Peñarol | Club Atlético Peñarol | Club Atlético Peñarol                                           | Club Atlético Peñarol                                       | Club Atlético Peñarol |
| Torneio                          | Campeão | Vice-campeão | Terceiro colocado                                               | Quarto colocado                                             |                       |
| -------------------------------- | --- | --- | --------------------------------------------------------------- | ----------------------------------------------------------- | --------------------- |
| Copa Intercontinental            | 3 (1961, 1966, 1982) | 2 (1960, 1987) | —                                                               | —                                                           |                       |
| Recopa Intercontinental          | 1 (1969) | 0 (não possui) | —                                                               | —                                                           |                       |
| Copa Libertadores da América     | 5 (1960, 1961, 1966, 1982, 1987) | 5 (1962, 1965, 1970, 1983, 2011) | 3 (1969, 1972, 1981)                                            | 5 (1963, 1968, 1976, 1985, 2024)                            |                       |
| Copa Sul-Americana               | 0 (não possui) | 0 (não possui) | 1 (2021)                                                        | 0 (não possui)                                              |                       |
| Supercopa Libertadores           | 0 (não possui) | 0 (não possui) | 0 (não possui)                                                  | 2 (1990, 1991)                                              |                       |
| Copa CONMEBOL                    | 0 (não possui) | 2 (1993, 1994) | 0 (não possui)                                                  | 0 (não possui)                                              |                       |
| Copa Mercosul                    | 0 (não possui) | 0 (não possui) | 0 (não possui)                                                  | 1 (1999)                                                    |                       |
| Campeonato Uruguaio              | 52 (1900, 1901, 1905, 1907, 1911, 1918, 1921, 1928, 1929, 1932, 1935, 1936, 1937, 1938, 1944, 1945, 1949, 1951, 1953, 1954, 1958, 1959, 1960, 1961, 1962, 1964, 1965, 1967, 1968, 1973, 1974, 1975, 1978, 1979, 1981, 1982, 1985, 1986, 1993, 1994, 1995, 1996, 1997, 1999, 2003, 2009–10, 2012–13, 2015–16, 2017, 2018, 2021, 2024) | 42 (1902, 1903, 1906, 1909, 1910, 1912, 1914, 1915, 1916, 1917, 1920, 1923 (FUF), 1927, 1933, 1934, 1939, 1941, 1942, 1943, 1946, 1950, 1952, 1955, 1956, 1957, 1963, 1966, 1969, 1970, 1971, 1972, 1976, 1977, 1984, 1988, 1998, 2000, 2006–07, 2011–12, 2014–15, 2017, 2023) | 10 (1913, 1919, 1980, 1989, 1990, 1997, 1998, 2001, 2002, 2005) | 9 (1922, 1931, 1940, 1947, 1991, 1992, 2000, 2004, 2007–08) |                       |
| Liga Pré-Libertadores da América | 12 (1974, 1975, 1977, 1978, 1980, 1984, 1985, 1986, 1988, 1994, 1997, 2004) | 4 (1976, 1981, 1996, 1998) | 2 (1979, 1990)                                                  | 1 (1983)                                                    |                       |
| Torneo Competencia               | 11 (1936, 1941, 1943, 1946, 1947, 1949, 1951, 1953, 1956, 1957, 1986) | 8 (1934, 1944, 1945, 1948, 1950, 1952, 1967, 1988) | 5 (1955, 1958, 1959, 1962, 1987)                                | 2 (1963, 1989)                                              |                       |

## Elenco atual
Última atualização: 27 de novembro de 2023.

## Melhor clube do mundo do século XX pelaIFFHS

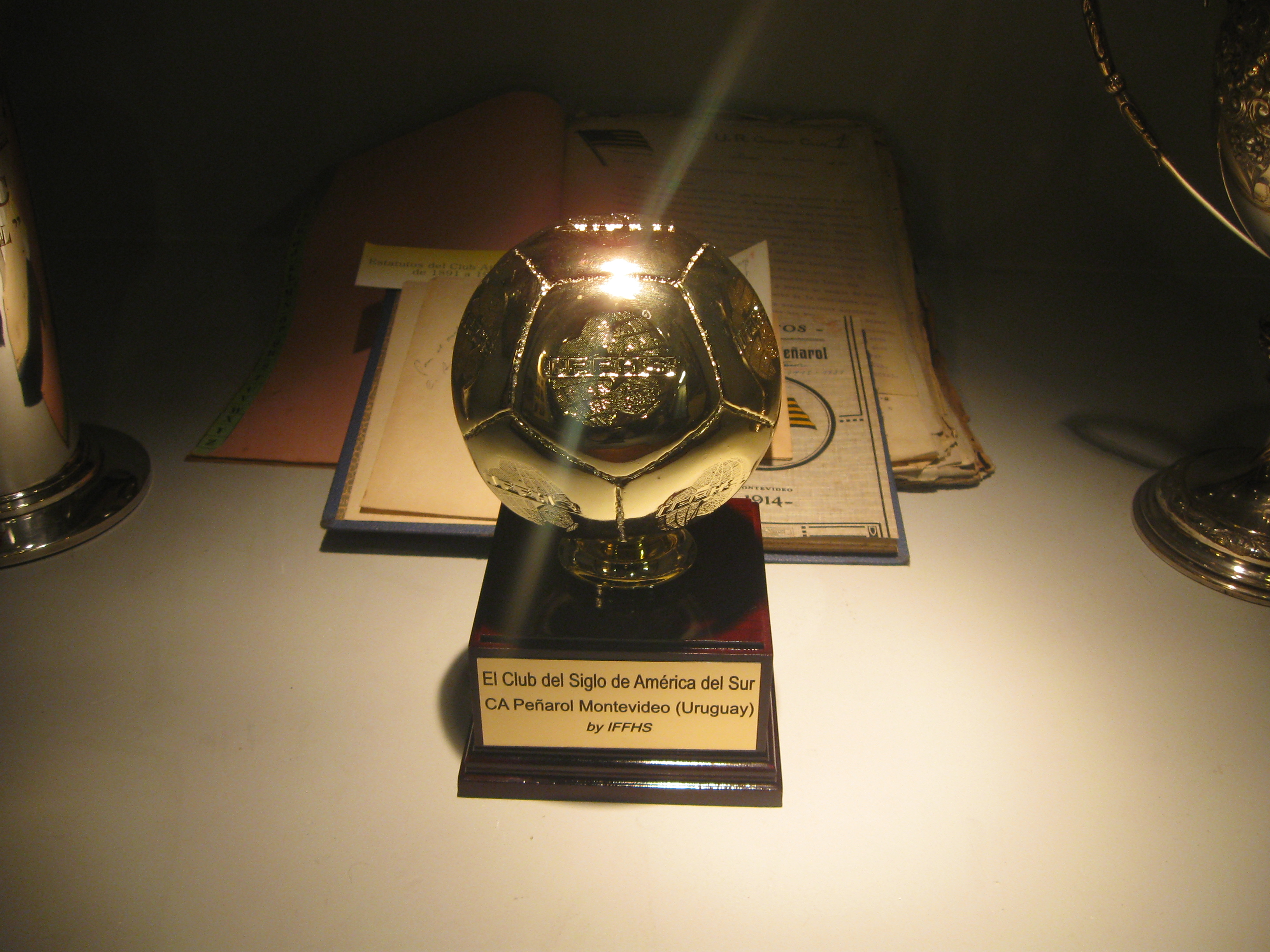
Trofeo entregado por la IFFHS.

Em 2009 a Federação Internacional de História e Estatísticas do Futebol divulgou os resultados de um estudo que determinou os melhores clubes sul-americanos no século XX. Peñarol foi o vencedor, seguido por Independiente da Argentina.
Os 10 melhores clubes sul-americanos do século XX pela IFFHS:
| Pos. | Equipe          | País      | Pts.   |
| ---- | --------------- | --------- | ------ |
| 1    | Peñarol         | Uruguai   | 531,00 |
| 2    | Independiente   | Argentina | 426,50 |
| 3    | Nacional        | Uruguai   | 414,00 |
| 4    | River Plate     | Argentina | 404,25 |
| 5    | Olimpia         | Paraguai  | 337,00 |
| 6    | Boca Juniors    | Argentina | 312,00 |
| 7    | Cruzeiro        | Brasil    | 295,50 |
| 8    | São Paulo       | Brasil    | 242,00 |
| 9    | América de Cali | Colômbia  | 220,00 |
| 10   | Palmeiras       | Brasil    | 213,00 |

## Treinadores

### Cronologia durante a Era Profissional[8]
| Treinador                     | Período   |
| ----------------------------- | --------- |
| Leonardo de Lucca             | 1932-1934 |
| José Piendibene               | 1934      |
| Athuel Velásquez              | 1935-1940 |
| José Piendibene               | 1940-1941 |
| Leonardo de Lucca             | 1941      |
| Luis Manuel Morquio           | 1941      |
| Lorenzo Fernández             | 1941-1942 |
| John Harley                   | 1942      |
| Leonardo de Lucca             | 1942-1943 |
| Juan Pedro Arremón            | 1943      |
| 20px\|border Pedro de Hegedüs | 1943      |
| Aníbal Tejada                 | 1944      |
| Alberto Supicci               | 1945      |
| Aníbal Tejada                 | 1946      |
| Jorge Clulow                  | 1947      |
| Randolph Galloway             | 1948      |
| Emérico Hirschl               | 1949-1951 |
| Juan López                    | 1952-1955 |
| R. Máspoli / O. Varela        | 1955      |
| Emérico Hirschl               | 1956      |
| Gerardo Spósito               | 1957      |
| Hugo Bagnulo                  | 1958-1959 |
| Roberto Scarone               | 1959-1961 |
| Béla Guttmann                 | 1962      |
| Juan Peregrino Anselmo        | 1962      |
| Roque Gastón Máspoli          | 1963-1967 |
| Rafael Milans                 | 1968-1969 |
| Osvaldo Brandão               | 1969-1970 |
| Roque Gastón Máspoli          | 1970-1971 |
| Juan Eduardo Hohberg          | 1971      |
| Ondino Viera                  | 1972      |
| Juan Ricardo Faccio           | 1972-1973 |
| Hugo Bagnulo                  | 1973-1974 |
| José María Rodríguez          | 1974      |

| Treinador                | Período   |
| ------------------------ | --------- |
| Hugo Bagnulo             | 1974-1975 |
| Juan Alberto Schiaffino  | 1975-1976 |
| Roque Gastón Máspoli     | 1976      |
| Dino Sani                | 1977-1980 |
| Mario Tuane              | 1980      |
| Luis Prais               | 1980      |
| José Etchegoyen          | 1980      |
| Jorge Kistenmacher       | 1980      |
| Alcides Ghiggia          | 1980      |
| Luis Cubilla             | 1981      |
| Hugo Bagnulo             | 1982-1983 |
| Osvaldo Balseiro         | 1983      |
| Hugo Fernández           | 1984      |
| Roque Gastón Máspoli     | 1985-1986 |
| Ramón Silva              | 1986      |
| Óscar Washington Tabárez | 1987      |
| Fernando Morena          | 1988      |
| Roque Gastón Máspoli     | 1988      |
| Ladislao Mazurkiewicz    | 1988-1989 |
| Walter Roque             | 1989      |
| Roberto Fleitas          | 1989-1990 |
| César Luis Menotti       | 1990-1991 |
| Juan Duarte              | 1991      |
| Ricardo Ortiz            | 1991      |
| Ljupko Petrović          | 1992      |
| Roque Gastón Máspoli     | 1992      |
| Walter Olivera           | 1992      |
| Juan Ricardo Faccio      | 1992      |
| Gregorio Pérez           | 1993-1995 |
| Jorge Fossati            | 1996      |
| Alejandro Botello        | 1996      |
| Gregorio Pérez           | 1997-1998 |
| Julio Ribas              | 1999-2001 |
| Gregorio Pérez           | 2002      |

| Treinador           | Período         |
| ------------------- | --------------- |
| Diego Aguirre       | 2003-2004       |
| Fernando Morena     | 2005            |
| Luis Garisto        | 2006            |
| Mario Saralegui     | 2006            |
| Gregorio Pérez      | 2006-2007       |
| Gustavo Matosas     | 2007            |
| Mario Saralegui     | 2008-2009       |
| Julio Ribas         | 2009            |
| Víctor Púa          | 2009            |
| Diego Aguirre       | 2010            |
| Manuel Keosseian    | 2010            |
| Edison Machín       | 2010            |
| Diego Aguirre       | 2011            |
| Gregorio Pérez      | 2011-2012       |
| Jorge Gonçalves     | 2012            |
| Jorge Da Silva      | 2012-2013       |
| Diego Alonso        | 2013            |
| Jorge Gonçalves     | 2013-2014       |
| Jorge Fossati       | 2014            |
| Paolo Montero       | 2014            |
| Pablo Bengoechea    | 2015-2016       |
| Jorge Da Silva      | 2016            |
| Fernando Curuchet   | 2016            |
| Leonardo Ramos      | 2017-2018       |
| Diego López         | 2018-2019       |
| Diego Forlán        | 2020            |
| Mario Saralegui     | 2020            |
| Mauricio Larriera   | 2021-2022       |
| Leonardo Ramos      | 2022            |
| Alfredo Arias       | 2023            |
| Juan Manuel Olivera | 2023            |
| Darío Rodríguez     | 2023            |
| Juan Manuel Olivera | 2023            |
| Diego Aguirre       | 2023 - presente |

Em italico, treinadores interinos.

### Nacionalidade de todos treinadores
| País      | Quantidade |
| --------- | ---------- |
| Uruguai   | 57         |
| Argentina | 3          |
| Hungria   | 3          |
| Brasil    | 2          |
| Escócia   | 1          |
| Sérvia    | 1          |
| Chile     | 1          |

- Uruguai 56: 
  - Leonardo de Lucca, José Piendibene, Athuel Velázquez, Luis Manuel Morquio, Lorenzo Fernández, Juan Pedro Arremón, Pedro de Hegedüs, Aníbal Tejada, Alberto Supicci, Jorge Clulow, Juan López, Roque Gastón Máspoli, Obdulio Varela, Gerardo Spósito, Hugo Bagnulo, Roberto Scarone, Juan Peregrino Anselmo, Rafael Milans, Ondino Viera, Juan Ricardo Faccio, José María Rodríguez, Juan Alberto Schiaffino, Luis Prais, José Etchegoyen, Alcides Ghiggia, Luis Cubilla, Osvaldo Balseiro, Hugo Fernández, Ramón Silva, Óscar Washington Tabárez, Fernando Morena, Ladislao Mazurkiewicz, Walter Roque, Roberto Fleitas, Juan Duarte, Ricardo Ortiz, Walter Olivera, Gregorio Pérez, Jorge Fossati, Alejandro Botello, Julio Ribas, Diego Aguirre, Luis Garisto, Mario Saralegui, Víctor Púa, Manuel Keosseian, Edison Machín, Jorge Gonçalves, Jorge Da Silva, Diego Alonso, Pablo Bengoechea, Leonardo Ramos, Diego López, Diego Forlán, Mauricio Larriera, Alfredo Arias y Darío Rodríguez.
- Argentina 3: 
  - Jorge Kistenmacher, Juan Eduardo Hohberg y César Luis Menotti.
- Hungria 3: 
  - Pedro de Hegedüs, Emérico Hirschl y Béla Guttmann.
- Brasil 2: 
  - Osvaldo Brandão y Dino Sani.
- Escócia 1: 
  - John Harley.
- Inglaterra 1: 
  - Randolph Galloway.
- Sérvia 1: 
  - Ljupko Petrović.
- Chile 1: 
  - Mario Tuane.

## Presidentes
Durante a assembleia constitutiva da instituição, presidida por Roland Moor em 28 de setembro de 1891, ficou estipulado que o cargo de presidente do Central Uruguay Railway Cricket Club seria ocupado pelo administrador principal da Companhia Ferroviária Central Uruguaia de Montevidéu.[carece de fontes?] Assim, o primeiro presidente do CURCC foi Frank Henderson, que permaneceu no cargo até 1899.
A resolução de nomear os administradores do CUR como presidentes do clube desportivo foi mantida até 1906, ano em que a gestão do CUR foi confiada a Charles W. Bayne, com o objetivo de aumentar os lucros da empresa, bem como controlar o sindicato conflito que então atravessava e que levou à greve declarada pelo Sindicato dos Ferroviários em 1908. No momento em que foi notificado, Charles Bayne recusou-se a presidir à CURCC, argumentando que apenas a reparação dos vagões, danificados pela transferência dos torcedores do clube, custou à empresa £ 1.850, além do contínuo afastamento do trabalho de vários dirigentes que atuavam simultaneamente no clube. Em seu lugar, Roland Moor assumiu a presidência da CURCC, que até então desempenhava funções de manutenção na empresa.[carece de fontes?] Porém, as resoluções administrativas de Charles Bayne afetaram o clube nos anos seguintes, provocando a dissolução da equipe honorária no início de 1908, temporada em que a instituição esteve perto de encerrar suas atividades.

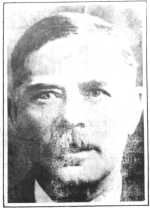
Frank Henderson foi o primeiro presidente do CURCC.

O que precede significou o início de uma série de conflitos entre a administração do CUR e do CURCC, que terminariam, segundo a versão oficial do Club Atlético Peñarol, com a cisão da secção federada de futebol deste último em 13 de dezembro de 1913, separando-se completamente da companhia ferroviária. Entre outras reivindicações para desonerar a seção de futebol, a empresa solicitou que fosse escolhido como presidente Jorge Clulow, de nacionalidade uruguaia e origem inglesa, que permaneceu no cargo desde então até 1915.
Todos os Presidentes que passaram ao longo da História do Clube:

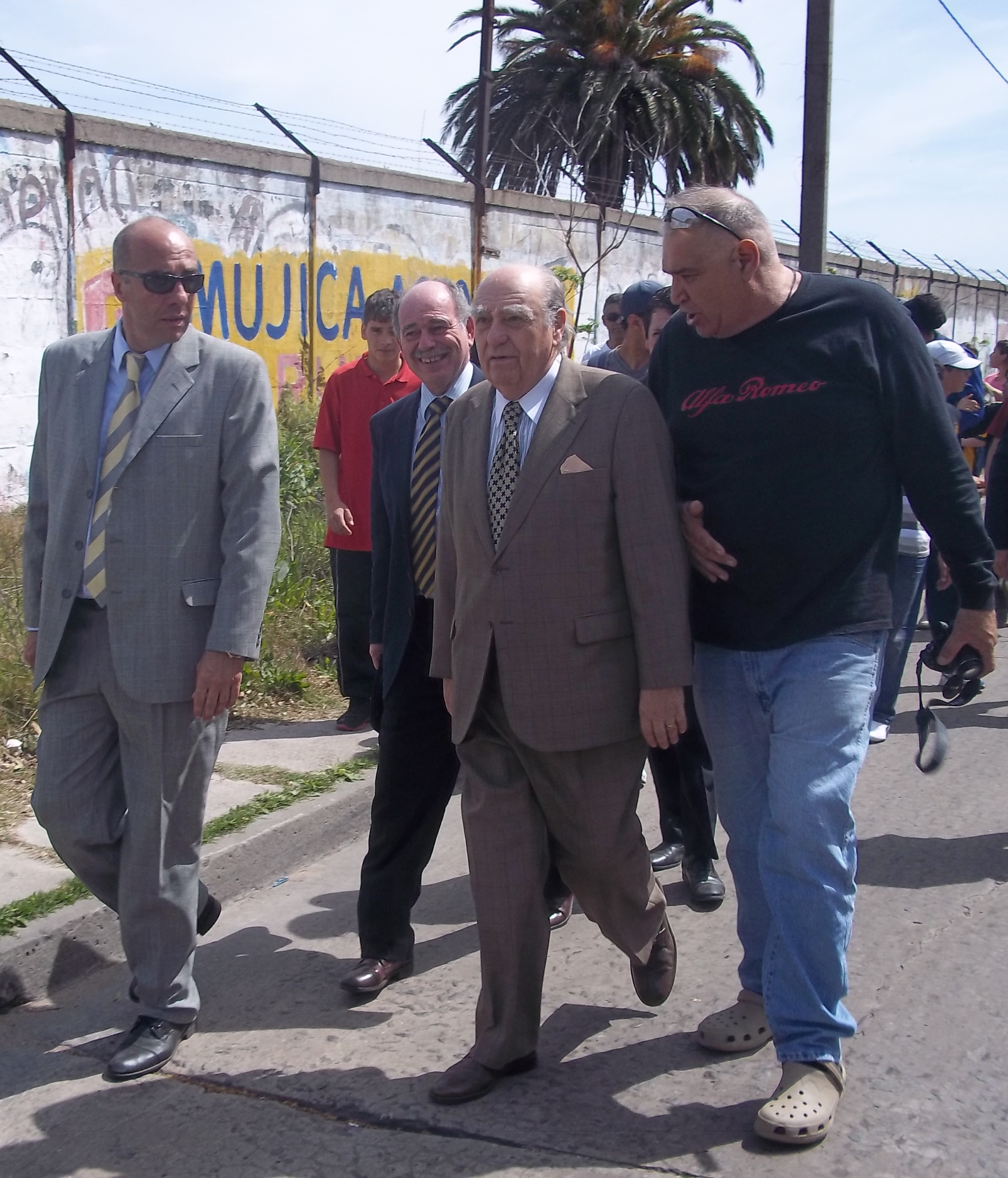
O ex-presidente Julio María Sanguinetti foi nomeado presidente honorário em 2018.

| Presidente           | Período   |
| -------------------- | --------- |
| Frank Henderson      | 1891-1899 |
| Frank Hudson         | 1899-1905 |
| Roland Moor          | 1906-1908 |
| Percy Sedgfield      | 1909-1913 |
| Jorge Clulow         | 1914-1915 |
| Francisco Simón      | 1916-1917 |
| Félix Polleri        | 1918      |
| César Batlle Pacheco | 1919      |
| Félix Polleri        | 1920      |
| Julio María Sosa     | 1921-1928 |
| Arturo Abella        | 1929      |
| Luis Giorgi          | 1930-1931 |
| Juan Scasso          | 1932      |

| Presidente             | Período   |
| ---------------------- | --------- |
| Alberto Demichelli     | 1933-1934 |
| Pedro Viapina          | 1934      |
| Luis Giorgi            | 1935-1936 |
| Francisco Tochetti     | 1937      |
| Alberto Mantrana Garín | 1938      |
| Eduardo Alliaume       | 1939      |
| Francisco Tochetti     | 1940      |
| Bolívar Baliñas        | 1941-1942 |
| Álvaro Macedo          | 1942      |
| Armando Lerma          | 1943      |
| Constante Turturiello  | 1944-1948 |
| Eduardo Alliaume       | 1949-1951 |
| José Buzzetti          | 1952-1955 |

| Presidente           | Período       |
| -------------------- | ------------- |
| Raúl Previtali       | 1956          |
| Eduardo Alliaume     | 1957          |
| Gastón Guelfi        | 1958-1972     |
| Washington Cataldi   | 1973-1984     |
| Carlos José Lecueder | 1985-1986     |
| José Pedro Damiani   | 1987-1990     |
| Washington Cataldi   | 1991-1992     |
| José Pedro Damiani   | 1993-2007     |
| Juan Pedro Damiani   | 2008-2017     |
| Jorge Barrera        | 2018-2020     |
| Ignacio Ruglio       | 2021-presente |

| Presidentes Honorarios - 1929: Julio María Sosa - 1938: Francisco Tochetti - 1949: Constante Turturiello - 1953: Alberto Mantrana Garin - 1953: Carlos Balsán - 1961: Gastón Guelfi - 1978: Washington Cataldi - 1991: José Pedro Damiani - 2018: Julio María Sanguinetti |

## Sedes e estádios

### Estádio José Pedro Damiani

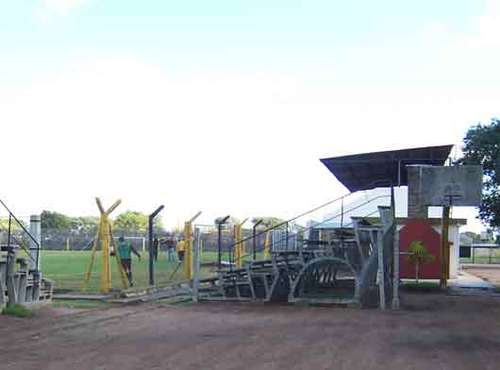
Estádio José Pedro Damiani inaurado em abril de 1916.

Peñarol dispõe de um estádio próprio, denominado atualmente José Pedro Damiani (antigamente "Las Acacias") com capacidade de 12.000 espectadores. Porém, atualmente não se encontra liberado pela Intendencia Municipal de Montevidéu, por razões de segurança, para disputar partidas da primeira divisão.

### Estádio Centenário
Peñarol tinha seus mandos de campo, tanto em campeonatos nacional como internacional, no Estádio Centenário, de propriedade estatal.

### Estádio Campeón del Siglo

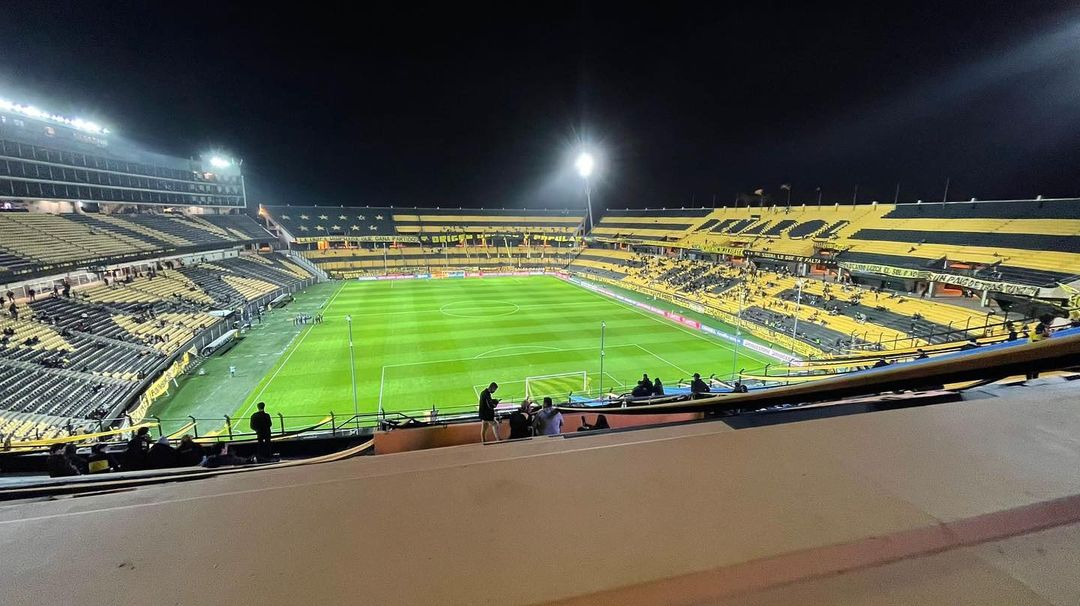
Estadio Campeón del Siglo

O Estádio construído localiza-se na Rota 102 entre Mangangá Road e Camino de los Siete Cerros; Contêm tela gigante, campo de 105 m. x 68 m., sala de conferências para 70 pessoas, sede, museu do Clube, lojas e estacionamentos, seguindo os padrões da FIFA. Com 107 camarotes com capacidade para 16 pessoas cada (2 660 espectadores)e capacidade total de 40 005 espectadores.
No início de novembro de 2013, o clube ganhou a aprovação do empréstimo pelo Banco da República e da autorização do Conselho Departamental de Montevidéu. Em uma cerimônia em 19 de dezembro a pedra fundamental do novo estádio foi colocada e a construção começou no início de 2014.
Foi inaugurado no dia 29 de março de 2016, com a vitória para os donos da casa por 4 a 1 diante o River Plate da Argentina, o 1º gol foi anotado por Forlan.

## Maior bandeirão do mundo

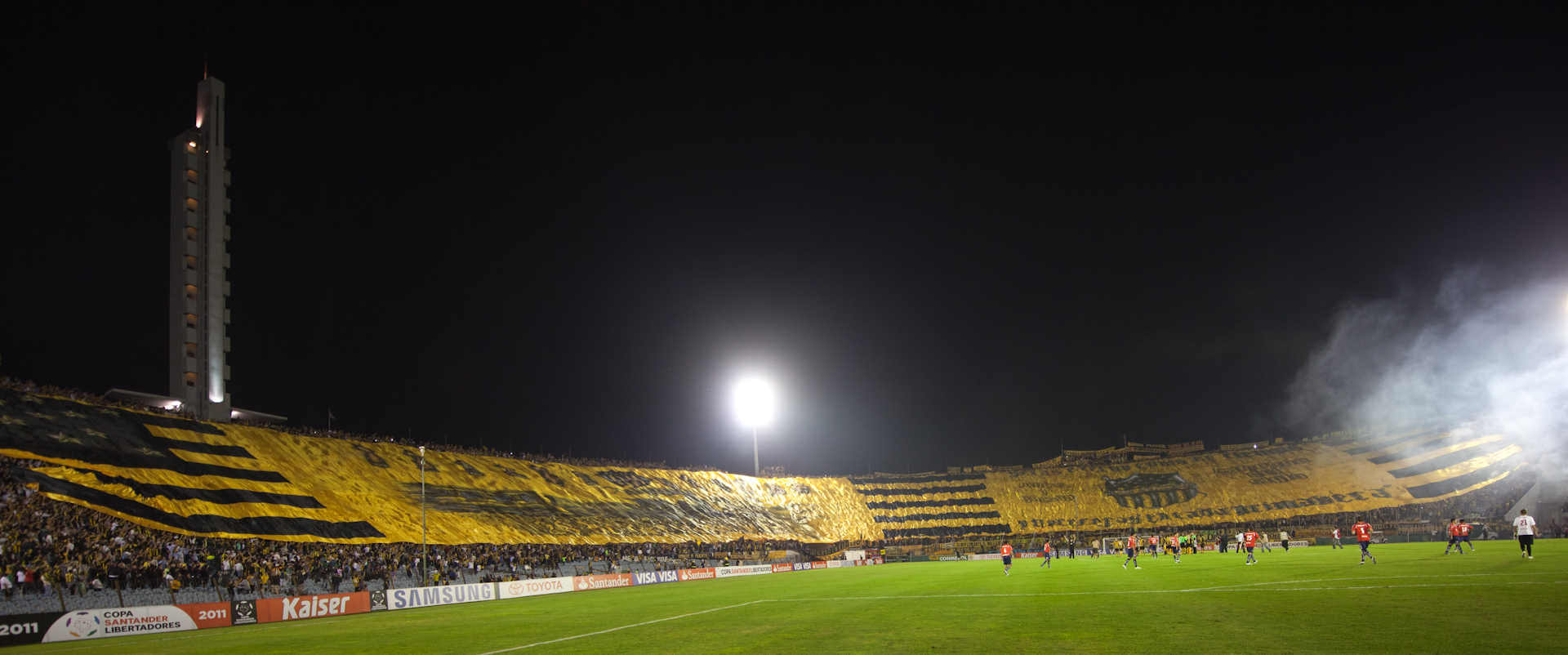
Torcida do Peñarol apresenta o maior bandeirão do mundo.

Em 2011, em partida válida pela Copa Libertadores da América contra o Independiente, a torcida do Peñarol apresentou no Estádio Centenário em Montevideo, uma bandeira de mais de 14 mil metros quadrados, considerada pelos seus promotores como a maior do mundo.
O bandeirão tem 309 metros de comprimento e 45,8 de largura e ocupou mais de um terço do histórico estádio, que tem capacidade para mais de 60 mil espectadores. Os torcedores investiram 400 litros de tinta e cerca de US$ 35 mil (R$ 105 mil) para fazer a bandeira, que pesa 1.800 quilos. De acordo com os torcedores, a bandeira foi paga com doações importantes de dinheiro da torcida, venda de rifas, realização de festas com venda de camisetas de astros do clube e de alguns artigos, como bandeirinhas, chaveiros, e até perucas com as cores do time.

## Jogadores destacados
- Dados atualizados em 27 de outubro de 2022.[11]

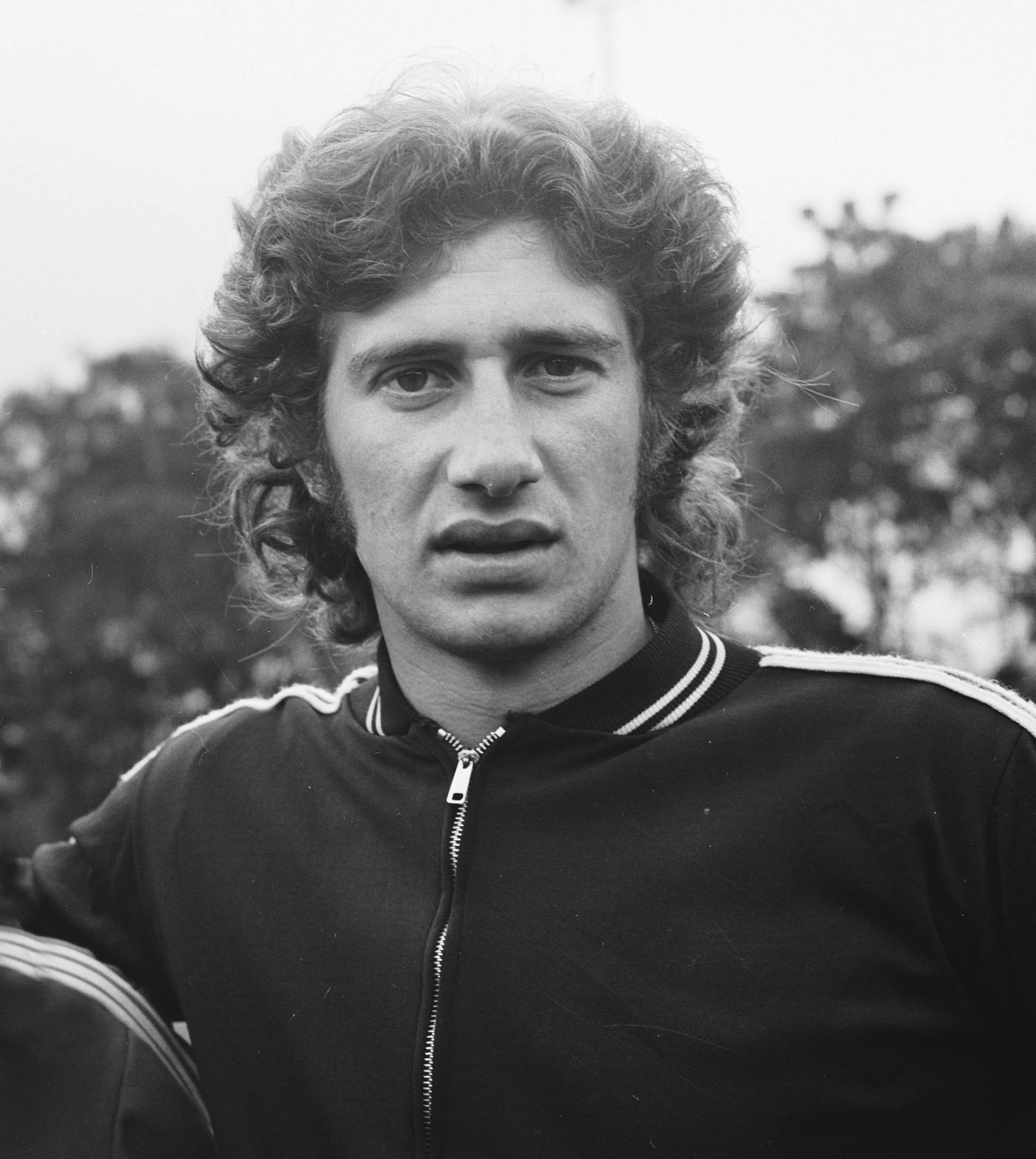
Fernando Morena, o maior artilheiro do Peñarol com 440 gols.

### Jogadores com mais partidas
- Em negrito jogadores em atividade.

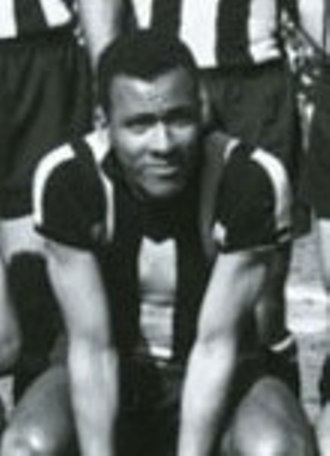
Com 54 gols anotados, Alberto Spencer é o maior artilheiro do clube na Copa Libertadores.

| Pos. | Jogador             | Partidas | Temporadas                            |
| ---- | ------------------- | -------- | ------------------------------------- |
| 1°   | Néstor Gonçalves    | 574      | 1957 - 1970                           |
| 2°   | Pablo Bengoechea    | 546      | 1993 - 2003                           |
| 3°   | Omar Caetano        | 538      | 1961 - 1975                           |
| 4°   | Antonio Pacheco     | 523      | 1993-2000, 2003, 2007-2011, 2012-2015 |
| 5°   | Alberto Spencer     | 519      | 1960 - 1970                           |
| 6°   | Fernando Morena     | 494      | 1973-1979, 1981-1983, 1984            |
| 7°   | Antonio Campolo     | 483      | 1918 - 1930                           |
| 8°   | Julio César Abbadie | 483      | 1950 - 1956, 1962 - 1969              |
| 9°   | Juan Joya           | 471      | 1961-1969                             |
| 10°  | José Piendibene     | 469      | 1908 - 1928                           |

### Jogadores com mais gols convertidos
- Incluem gols em partidas amistosas.

| Pos. | Jogador              | Gols | Temporadas                            |
| ---- | -------------------- | ---- | ------------------------------------- |
| 1°   | Fernando Morena      | 440  | 1973-1979, 1981-1983, 1984            |
| 2°   | Alberto Spencer      | 326  | 1960 - 1970                           |
| 3°   | José Piendibene      | 280  | 1908 - 1928                           |
| 4°   | Juan Eduardo Hohberg | 248  | 1949 - 1960                           |
| 5°   | Pedro Virgilio Rocha | 234  | 1959 - 1970                           |
| 6°   | Óscar Míguez         | 231  | 1948 - 1959                           |
| 7°   | Pablo Terevinto      | 221  | 1920 - 1931                           |
| 8°   | Carlos Bueno         | 171  | 1999-2005, 2008-2009                  |
| 9°   | Antonio Pacheco      | 169  | 1993-2000, 2003, 2007-2011, 2012-2015 |
| 10°  | Antonio Sacco        | 161  | 1922 - 1931                           |
| 11°  | Pablo Bengoechea     | 145  | 1993 - 2003                           |

### Jogadores com passagens destacadas
| Nacionais                                   | Estrangeiros          |
| ------------------------------------------- | --------------------- |
| Julio César Abbadie "Pardo"                 | Rubén Capria          |
| Carlos "pato" Aguilera                      | Raúl Castronovo       |
| Diego Aguirre                               | Alejandro Martinuccio |
| Diego "tornado" Alonso                      | Santiago Solari       |
| Antonio "hormiga" Alzamendi                 | Jair Gonçalves        |
| Pablo Javier "el profesor" Bengoechea Dutra | Mário Pitoni          |
| Carlos Bueno                                | Elías Figueroa        |
| Juan Castillo                               | Alberto Spencer       |
| Walter Corbo                                | José Luis Chilavert   |
| Luis Alberto "el negro" Cubilla             | Juan Joya             |
| Juan Delgado                                |                       |
| Víctor Hugo Diogo                           |                       |
| Pablo "boniato" Forlán                      |                       |
| Alcides Ghiggia                             |                       |
| Isabelino Gradín                            |                       |
| Juan Eduardo "verdugo" Hohberg              |                       |
| Ernesto Ledesma                             |                       |
| Luis Maidana                                |                       |
| Roque Maspoli                               |                       |
| Ladislao Mazurkiewicz                       |                       |
| Ronald Paolo Montero                        |                       |
| Fernando "potrillo" Morena                  |                       |
| Rubén "pollo" Olivera                       |                       |
| Antonio Pacheco                             |                       |
| Walter Pandiani                             |                       |
| Rubén Walter Paz                            |                       |
| José Batlle "chueco" Perdomo                |                       |
| José "maestro" Piendibene                   |                       |
| Venancio "chicharra" Ramos                  |                       |
| Cristian "cebolla" Rodríguez                |                       |
| Darío Rodríguez Peña                        |                       |
| José Sasía                                  |                       |
| Juan Alberto Schiaffino                     |                       |
| Darío Silva                                 |                       |
| Obdulio Jacinto Varela                      |                       |
| Pedro Young                                 |                       |
| Marcelo Zalayeta                            |                       |

## Símbolos
Ao longo da história tem havido pequenas alterações, mantendo duas cores originais. Tanto o escudo do clube como a bandeira do mesmo foram originalmente concebido e desenhado pelo arquiteto Constante Facello, e consiste em 9 faixas (5 pretas e 4 amarelas) e 11 estrelas que representam os "11 estrelas que saem em campo."
|  |  |

### Evolução do escudo do Peñarol
Evolução dos Escudos
|      |      |      |      |      |      |      |      |
| 1924 | 1926 | 1929 | 1931 | 1936 | 1942 | 1962 | 1967 |

|      |      |      |      |      |      |      |               |
| 1987 | 1990 | 1996 | 2000 | 2002 | 2004 | 2008 | 2015-presente |

## Uniformes

### Uniformes na última década
- 2017
- 1º - Camisa com listras verticais amarelas e pretas, calção preto e meias amarelas;
- 2º - Camisa amarela com detalhes em preto, calção e meias amarelas.
- 3º - Camisa com listras horizontais amarelas e pretas, calção e meias pretos;

| Primeiro | Segundo | Terceiro |

#### Goleiros
| Primeiro | Segundo | Terceiro |  |

#### Treinos
| Cores do Time · Cores do Time · Cores do Time · Cores do Time · Cores do Time | Cores do Time · Cores do Time · Cores do Time · Cores do Time · Cores do Time |

- 2016

| Segundo | 125 anos | Homenagem |  |

- 2015–16

| Primeiro | Segundo | 124 anos |  |

- 2014–15

| Primeiro | Segundo | Terceiro | 123 anos |  |

- 2013–14

| Primeiro | Segundo | Terceiro |  |

- 2012–13

| Primeiro | Segundo | Terceiro | 121 anos |  |

- 2011–12

| Primeiro | Segundo | Terceiro | Quarto | 120 anos |  |

- 2010–11

| Primeiro | Segundo | Terceiro |

- 2009–10

| Primeiro | Segundo | Terceiro |

### Material Esportivo e Patrocinadores
Abaixo a lista de patrocinadores atuais do clube (temporada 2022-23) é mostrado abaixo:
Fornecedor:
- Puma

Patrocinador Principal:
- Antel

Outros:
- Nuñez
- Tramontina
- Redpagos
- TOTVS
- Renault
- Directv Go
- Rexona

| Período       | Fornecedor     |
| ------------- | -------------- |
| 1978-1984     | Adidas         |
| 1984-1987     | Le Coq Sportif |
| 1987-1988     | Topper         |
| 1988-1991     | Puma           |
| 1991-1996     | Nanque         |
| 1996-1998     | Umbro          |
| 1998-2000     | Reebok         |
| 2000          | Covadonga      |
| 2001-2005     | Umbro          |
| 2006-Presente | Puma           |

| Período       | Patrocinador     |
| ------------- | ---------------- |
| 1985-1986     | ANDA             |
| 1987-1989     | Volkswagen       |
| 1992-2000     | Parmalat         |
| 2000          | Peñarol Verdad   |
| 2000-2001     | Sports YA        |
| 2001-2003     | Doble Uruguaya   |
| 2003-2008     | Pirelli          |
| 2009-2022     | Antel            |
| 2022-Presente | Antel Directv Go |

| Período       | Patrocinador |
| ------------- | ------------ |
| 2012-2015     | Tramontina   |
| 2016-2018     | BGH          |
| 2018-Presente | BBVA         |

| Período       | Patrocinador |
| ------------- | ------------ |
| 2007-2009     | Nuñez        |
| 2021-Presente | Rexona       |